# Mount Spann
Mount Spann (in Argentinien Pico Sante Fe) ist ein 925 m hoher Berg im westantarktischen Queen Elizabeth Land. Er markiert das nördliche Ende der Panzarini Hills der Argentina Range am nordöstlichen Ausläufer der Pensacola Mountains.
Entdeckt und fotografiert wurde er beim Nonstop-Transkontinentalflug am 13. Januar 1956 durch die United States Navy vom McMurdo-Sund zum Weddell-Meer und zurück. Das Advisory Committee on Antarctic Names benannte den Berg 1960 nach Staff Sergeant Robert C. Spann vom United States Marine Corps, Navigator einer P2V-2N Neptune bei diesem Flug. Der Hintergrund der argentinischen Benennung ist nicht überliefert.